# Prádena de Atienza
Prádena de Atienza település Spanyolországban, Guadalajara tartományban. Prádena de Atienza Albendiego, Ujados, Miedes de Atienza, La Miñosa, Gascueña de Bornova, Bustares és Condemios de Arriba községekkel határos. Lakosainak száma 52 fő (2024).

## Népesség
A település népessége az utóbbi években az alábbiak szerint változott:
| Lakosok száma | 54   | 50   | 49   | 43   | 43   | 46   | 51   | 49   | 40   | 52   |
|               | 2001 | 2004 | 2006 | 2009 | 2011 | 2014 | 2016 | 2019 | 2021 | 2024 |